# Archiearis unicolor
Archiearis unicolor là một loài bướm đêm trong họ Geometridae.